# 第42回全国高等学校野球選手権大会
第42回全国高等学校野球選手権大会（だい42かいぜんこくこうとうがっこうやきゅうせんしゅけんたいかい）は、1960年8月12日から8月21日まで甲子園球場で行われた全国高等学校野球選手権大会である。

## 概要
この大会より打者ヘルメットの着用が義務化される。
当初は8月11日から開幕する予定となっていたが、大雨の影響で開会式を含めた初日のプログラムが中止となり、以後1日ずつ順延して行った。
この年も2年連続で地方大会の編成替えが行われ、鹿児島が1県1校の代表となり南九州大会は宮崎と沖縄に再編された。

## 代表校
| 地方大会 | 代表校   | 出場回数      |
| -------- | -------- | ------------- |
| 北北海道 | 旭川北   | 初出場        |
| 南北海道 | 北海     | 4年ぶり20回目 |
| 北奥羽   | 青森     | 9年ぶり4回目  |
| 西奥羽   | 秋田商   | 2年ぶり4回目  |
| 東北     | 東北     | 3年連続5回目  |
| 東関東   | 水戸商   | 2年ぶり6回目  |
| 北関東   | 桐生工   | 14年ぶり2回目 |
| 西関東   | 大宮     | 2年ぶり3回目  |
| 東京     | 早稲田実 | 3年ぶり19回目 |
| 神奈川   | 法政二   | 4年連続6回目  |
| 長野     | 赤穂     | 初出場        |
| 北越     | 高岡商   | 13年ぶり4回目 |
| 北陸     | 金沢市工 | 初出場        |
| 静岡     | 静岡     | 4年ぶり13回目 |
| 愛知     | 享栄商   | 12年ぶり3回目 |

| 地方大会 | 代表校 | 出場回数      |
| -------- | ------ | ------------- |
| 三岐     | 岐阜商 | 3年ぶり7回目  |
| 京滋     | 平安   | 5年連続18回目 |
| 紀和     | 御所工 | 2年ぶり3回目  |
| 大阪     | 浪商   | 2年ぶり11回目 |
| 兵庫     | 明石   | 10年ぶり4回目 |
| 東中国   | 米子東 | 4年ぶり9回目  |
| 広島     | 盈進商 | 初出場        |
| 西中国   | 大社   | 29年ぶり4回目 |
| 北四国   | 西条   | 2年連続3回目  |
| 南四国   | 徳島商 | 2年ぶり6回目  |
| 福岡     | 戸畑   | 2年連続3回目  |
| 西九州   | 鹿島   | 12年ぶり2回目 |
| 中九州   | 熊本商 | 34年ぶり3回目 |
| 南九州   | 大淀   | 2年ぶり2回目  |
| 鹿児島   | 出水商 | 初出場        |

## 試合結果

### 1回戦
- 秋田商 10 - 0 水戸商
- 法政二 14 - 3 御所工
- 出水商 3 - 0 旭川北
- 浪商 3 - 2 西条
- 明石 4 - 0 大淀
- 徳島商 4 - 2 享栄商
- 鹿島 5 - 3 熊本商
- 青森 1 - 0 東北
- 平安 1 - 0 金沢市工
- 米子東 8 - 0 盈進商
- 北海 4x - 3 岐阜商
- 戸畑 2 - 1 高岡商
- 静岡 2 - 0 大社
- 大宮 1 - 0 桐生工（延長11回）

### 2回戦
- 早稲田実 2 - 1 赤穂
- 法政二 4 - 0 浪商
- 北海 7 - 4 出水商
- 明石 3 - 1 戸畑
- 静岡 1 - 0 秋田商
- 鹿島 1x - 0 平安
- 大宮 1 - 0 青森
- 徳島商 12 - 5 米子東

### 準々決勝
- 法政二 8 - 0 早稲田実
- 徳島商 6 - 3 大宮
- 静岡 3 - 2 北海
- 鹿島 5 - 2 明石

### 準決勝
- 法政二 6 - 0 鹿島
- 静岡 3 - 1 徳島商

### 決勝
|        | 1 | 2 | 3 | 4 | 5 | 6 | 7 | 8 | 9 | R | H  | E |
| ------ | - | - | - | - | - | - | - | - | - | - | -- | - |
| 法政二 | 0 | 0 | 0 | 0 | 1 | 2 | 0 | 0 | 0 | 3 | 10 | 0 |
| 静岡   | 0 | 0 | 0 | 0 | 0 | 0 | 0 | 0 | 0 | 0 | 3  | 0 |

1. （法）：柴田 - 奈良
2. （静）：石田 - 渡辺
3. 審判
［球審］山本英
［塁審］中村・岩中・大橋
4. 試合時間：2時間21分

| 法政二 | 法政二 | 法政二          |
| 打順   | 守備   | 選手            |
| ------ | ------ | --------------- |
| 1      | [左]   | 的場祐剛（2年） |
| 2      | [遊]   | 幕田正力（2年） |
| 3      | [二]   | 高井準一（2年） |
| 4      | [中]   | 幡野和男（3年） |
| 5      | [投]   | 柴田勲（2年）   |
| 6      | [捕]   | 奈良正治（3年） |
| 7      | [三]   | 是久幸彦（2年） |
| 8      | [一]   | 西山量夫（3年） |
| 9      | [右]   | 山田恒彦（3年） |

| 静岡 | 静岡 | 静岡            |
| 打順 | 守備 | 選手            |
| ---- | ---- | --------------- |
| 1    | [左] | 花城政夫（3年） |
| 2    | [二] | 稲葉保（2年）   |
| 3    | [遊] | 石山建一（3年） |
| 4    | [捕] | 渡辺尚（3年）   |
| 5    | [右] | 佐野隆一（2年） |
| 6    | [中] | 田原幹明（3年） |
| 7    | [一] | 横山弘（3年）   |
| 8    | [三] | 大塚恭弘（3年） |
| 9    | [投] | 石田勝広（2年） |

## 大会本塁打
2回戦
- 第1号：高屋敷日出夫（北海）

準々決勝
- 第2号：古賀竜郎（鹿島）

## その他の主な出場選手
- 佐藤進（北海）
- 成田光弘（秋田商）
- 伊藤勲（東北）
- 及川宣士（東北）
- 醍醐俊光（早稲田実）
- 辻恭彦（享栄商）
- 大崎隆雄（平安）
- 林健造（平安）
- 住友平（浪商）

- 大塚弥寿男（浪商）
- 尾崎行雄（浪商）
- 宮本洋二郎（米子東）
- 清水賢（米子東）
- 森本潔（西条）
- 村上公康（西条）
- 多田勉（徳島商）
- 広野功（徳島商）
- 宮崎昭二（鹿島）